# Bogusław Warchulski
Bogusław Warchulski (ur. 9 kwietnia 1956 w Krasnymstawie) – polski polityk, samorządowiec, przedsiębiorca, działacz katolicki, były radny i członek zarządu województwa lubelskiego.

## Życiorys
Z wykształcenia jest technikiem budowlanym. Pracował w Przedsiębiorstwie Usług Socjalnych i Budownictwa w Lublinie. W latach 80. organizował tam NSZZ „Solidarność”. Po 1989 prowadził działalność gospodarczą. Był właścicielem m.in. hurtowni szkła artystycznego, kwiaciarni i placówki gastronomicznej. Jest prezesem Stowarzyszenia Kupców i Sprzedawców Lubelskich „Victoria”. W 1996 był organizatorem pielgrzymki rowerowej do Watykanu.
W latach 90. należał do Zjednoczenia Chrześcijańsko-Narodowego. W 1991 bezskutecznie ubiegał się o mandat poselski z Wyborczej Akcji Katolickiej (otrzymał 4455 głosów). W wyborach parlamentarnych w 1993 bez powodzenia kandydował z listy Katolickiego Komitetu Wyborczego „Ojczyzna” (otrzymał 1005 głosów), a w wyborach parlamentarnych w 1997 również bez sukcesu z listy Bloku dla Polski. Następnie wstąpił do Samoobrony RP. W wyborach w 2002 uzyskał mandat radnego Sejmiku Województwa Lubelskiego. W 2003 (od 8 stycznia do 28 kwietnia) wchodził w skład zarządu województwa. 23 maja 2005 ponownie został członkiem zarządu województwa. 17 sierpnia 2005 podał się do dymisji. Był asystentem posła Józefa Żywca.
Bezskutecznie kandydował w wyborach do Sejmu w 2005. Również bez powodzenia ubiegał się o reelekcję w wyborach samorządowych rok później, a także o mandat senatora w okręgu lubelskim w przedterminowych wyborach parlamentarnych w 2007. Za każdym razem startował z ramienia Samoobrony RP. W 2007 pełnił funkcję dyrektora w oddziale lubelskim Ochotniczych Hufców Pracy.
W wyborach samorządowych w 2010 bez powodzenia kandydował do sejmiku lubelskiego z listy partii Nasz Dom Polska – Samoobrona Andrzeja Leppera. 29 maja 2011 na kongresie tego ugrupowania został wybrany w skład jego rady krajowej. W wyborach parlamentarnych w Polsce w 2011 bez powodzenia kandydował do Sejmu z listy Polskiej Partii Pracy – Sierpień 80 w okręgu nr 6 w Lublinie. Później opuścił Samoobronę. W wyborach samorządowych w 2018 z własnego komitetu kandydował na burmistrza Krasnegostawu, zajmując ostatnie, 4. miejsce z wynikiem 3,3% głosów. W wyborach samorządowych w 2024 bez powodzenia ubiegał się o mandat w sejmiku lubelskim z listy Konfederacji i Bezpartyjnych Samorządowców.